# Lucius Tillius Cimber
Lucius Tillius Cimber (in den Quellen auch Tullius Cimber) war ein römischer Senator im 1. Jahrhundert v. Chr. und einer der Verschwörer gegen Gaius Iulius Caesar.
Es ist nicht klar, ob Tillius Cimber identisch ist mit dem Römer Lucius Tillius, Sohn des Lucius, der 62 v. Chr. in Delphi geehrt wurde. Er war ein Anhänger Caesars und vielleicht 45 v. Chr., während der Diktatur Caesars, Prätor, da er im folgenden Jahr als Prokonsul der Provinz Bithynia et Pontus amtierte. Für dieses Amt war er noch vor dem Attentat auf Caesar an den Iden des März (15. März 44 v. Chr.) nominiert worden, bei dem Tillius Cimber eine wichtige Rolle spielte: Er soll den Diktator um die Begnadigung seines (sonst kaum bekannten) verbannten Bruders gebeten haben; als er Caesar die Toga von der Schulter zerrte, war dies das verabredete Zeichen für die anderen Attentäter.
Nach dem Attentat brach Tillius in seine Provinz auf und stellte ein Heer und eine Flotte auf. Im folgenden Jahr operierte er mit Flotte (unter dem Kommando von Decimus Turullius) und Heer gegen Publius Cornelius Dolabella. 42 v. Chr. kommandierte er Land- und Seestreitkräfte der Caesarmörder, mit denen er zeitweise Erfolge gegen Truppen der Triumvirn unter Lucius Decidius Saxa und Gaius Norbanus Flaccus erzielte. Er nahm an den Schlachten von Philippi teil, die mit der Niederlage der Caesarmörder endeten. Weitere Nachrichten über Tillius Cimber liegen nicht vor.
Der römische Philosoph und Staatsbeamte Seneca bezeichnete ihn als einen Mann, der unmäßig war „beim Wein und ein Streithansel“ (Briefe an Lucilius, 83,12.). Es wird vermutet, dass der Beiname Cimber nicht von einem Sieg über die Kimbern herrührt, sondern ihm dieser wegen seiner Trunk- und Streitsucht beigefügt wurde.